# 薩拉三角

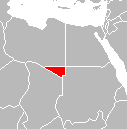
薩拉三角

薩拉三角是一片沙漠領土，現在位於利比亞的庫夫拉地區，最初是 英國的殖民地，後來併入英埃蘇丹。1934年，英國與義大利王國達成協議，將薩拉三角領土割讓給義屬利比亞，利比亞獨立後控制其領土至今。